# リーガン・マクニール
リーガン・テリーザ・マクニール（Regan Teresa MacNeil）は、1971年の小説『エクソシスト』と1973年のその映画化作品、1977年の映画『エクソシスト2』、さらに2016-2017年のテレビドラマ『エクソシスト』の第1シーズンに登場する架空の人物である。映画2作品ではリンダ・ブレア、テレビドラマではジーナ・デイヴィスにより演じられた。

## キャラクター
リーガン・マクニールは女優のクリス・マクニール（エレン・バースティン）の12歳の娘である。リーガンは母の過酷なスケジュールと両親が離婚協議中であるという事実の板挟みになっている（父はヨーロッパに滞在しており、映画には登場しない）。彼女の名前はウィリアム・シェイクスピアの『リア王』の同名キャラクターにちなんで付けられている。
リーガンは内気で自信が無い性格と説明されており、攻撃的な行動は彼女の性質ではない。彼女は母に対して献身的であり、粘土で動物を作って母への贈り物をし、毎朝台所のテーブルにバラを置く。クリスは良い母になろうと決意し、休日はずっとリーガンと過ごす。クリスは無神論者であるためにリーガンに宗教について教えないが、秘書のシャロン・スペンサー（キティ・ウィン）がクリスの承諾無しにリーガンにキリスト教の一般的な考え方を教えている。
クリスはリーガンを熟知しているにもかかわらず、彼女に起こる奇妙な変化が神経学的なものではないと理解するのに時間がかかった。憑依という考えを受け入れたクリスはデミアン・カラス神父（ジェイソン・ミラー）に相談し、悪魔祓いのためにリーガンを診断するように懇願する。当初懐疑的だったカラスも徐々に彼女が古代の悪魔パズズに取り憑かれていることを確信し、ついには悪魔祓いを依頼する。
カラスとランカスター・メリン神父（マックス・フォン・シドー）は悪魔祓いを行い、自らの命を犠牲にしながらもパズズを倒すことに成功する。リーガンは憑依された記憶を失い、その後すぐにクリスは引っ越しを決意する。引っ越しの日、ダイアー神父（ウィリアム・オマリー）が彼女らの家を訪れるとリーガンは彼の襟カラーを見た後に抱きしめ、完全に記憶を失っていないことが示唆される。
『エクソシスト』の事件から4年後を描いた続編映画『エクソシスト2』ではリーガンは16歳になっており、ニューヨークに住み、精神科の治療を受けている。リーガンはワシントンD.C.での窮状については何も覚えていないと主張し、一方で精神科医は彼女の記憶は単に埋もれているか抑圧されているだけだと考えている。物語が進むにつれ、リーガンにはサイキック・ヒーリングの能力があることが明らかとなる（これが以前に悪魔が彼女を襲った理由である）。
『エクソシスト3』の企画でカロルコ・ピクチャーズは成長したリーガンが憑依された双子を産むというアイデアを持っていたが、断念され、代わりにブラッティの小説『Legion』に物語は変更された。
リーガンはテレビドラマ『エクソシスト』に登場する。成人となった彼女は悪魔から逃れるために名前をアンジェラ・ランス（Angela Rance）に変えるが、再び悪魔に見つかって家族を襲われ、次女のケイシーが憑依される。彼女はケイシーの命を救うために、再び自身に憑依する契約をパズズと交わす。憑依したパズズは母のクリスを殺害する。リーガンはトマス・オルテガ司祭とマーカス・キーン司祭の助けを借りて再び悪魔を心身から祓う力を得るが、悪魔は彼女の背骨を折ることで報復して半身不随にする。
2020年12月、『エクソシスト』のリブートがブラムハウス・プロダクションズから製作されることが発表された。2021年7月、映画第1作の直接的な続編3部作が企画中であることが明らかとなった。エレン・バースティンはクリス・マクニール役の再演が決まったが、一方でリンダ・ブレアはTwitterでリーガン・マクニール役の再演の連絡は受けていないと書き込んだ。彼女は「今のところ、私の参加や役柄の再演についての話し合いはありません。『エクソシスト』と私の役柄に対するファンの忠誠心と情熱には感謝しています」と述べた。

## キャスティング

### 映画
女優・コメディアンのエイプリル・ウィンチェルは腎盂腎炎を発症して入院し、最終的に候補から外されるまでこの役を真剣に検討していたと述べている。パメリン・ファーディンも候補に挙がっていたが、プロデューサーは彼女の知名度がありすぎると考えていた。デニス・ニッカーソンもまた検討されていたが、映画の脚本を読んだ彼女の両親が拒否した。

### テレビドラマ
テレビドラマ『エクソシスト』ではジーナ・デイヴィスがリーガンを演じた。

## ポップカルチャーでの引用
- テレビドラマ『スーパーナチュラル』第2シーズン第7話「容疑者」で復讐に燃える霊から景観を助ける刑事役でリンダ・ブレアがゲスト出演する。エピソードの最後でディーン・ウィンチェスター（英語版）は豆のスープを欲しがる彼女のキャラクターに見覚えがあるとコメントする。
- 2001年のコメディ・ホラー映画『最'新'絶叫計画』ではそのプロローグでリーガンとパズズのキャラクターがアンディ・リクターとジェームズ・ウッズが演じるカラス神父とメリン神父のパロディによって行われる風刺的な悪魔祓いでパロディ化されている[5]。
- 2004年のフラッシュゲーム『The Maze』（別題『The Scary Maze Game』）ではパズズに憑依されたリーガンの顔の画像が最終レベルのスクリーマーとして使われている。